# Záloha (finance)
Záloha v kontextu ekonomie je peněžní částka hrazená před celkovým vyúčtováním platby za dodané zboží nebo před dodáním poskytnuté služby. Je reakcí na možné příčiny:
1. nízkou důvěru dodavatele k odběrateli, kdy slouží k zajištění dodavatele proti odstoupení odběratele od kontraktu,
2. dlouhou dobu plnění (např. při poskytování dlouhodobých služeb nebo časově náročné výrobě) nebo dlouhou dobu mezi plněním a vyúčtováním (např. při ročním zúčtování daně),
3. zejména u výrobků a služeb na zakázku (např. výroby investičních celků nebo stavby na klíč) je formou financování produkce.

Záloha mzdy znamená část mzdy zaplacenou pracovníkovi jeho zaměstnavatelem ještě před běžným termínem výplaty mezd. Obdobně záloha na daň představuje předběžnou platbu daně před provedením celkového zúčtování daně.
Z účetního a daňového hlediska se odlišně přistupuje k provozním zálohám (na materiál, zboží, služby) a k zálohám na pořízení nebo pronájem dlouhodobého (investičního) majetku. Specifickou úlohu hrají zálohy i v souvislosti s daní z přidané hodnoty.